# Scarred City
Scarred City (br/pt: Cidade do Medo) é um filme de 1998 do gênero ação, escrito e dirigido por Ken Sanzel. O filme é estrelado por Stephen Baldwin, Tia Carrere e Renée Estevez.